# ×Polypogonagrostis
× Polypogonagrostis là một chi thực vật có hoa trong họ Hòa thảo (Poaceae).

## Loài
Chi × Polypogonagrostis gồm các loài: